# Tupprall
Tupprall (Gallicrex cinerea) är en asiatisk fågel i familjen rallar inom ordningen tran- och rallfåglar.

## Utseende
Tupprallen påminner om rörhönan (Gallinula chloropus) med hanens överlag gråsvarta dräkt med röd pannsköld och röd gulspetsad näbb. Den är dock något större (43 centimeter), har röda ben och ett rött horn som sticker upp som en förlängning av pannskölden. Vidare är ryggen fjälligt mönstrad.
Honan är mindre, endast 36 centimeter, är gulbrun och finbandad under, med mörkare brun ovansida där fjädrarna är gulbrunspetsade. Hanen utanför häckningstid liknar honan, men är genomgående mörkare. Ungfågeln är enhetligt och obandat rödbrun under och den mörkare ryggen har mer rödbrunt spetsade fjädrar.

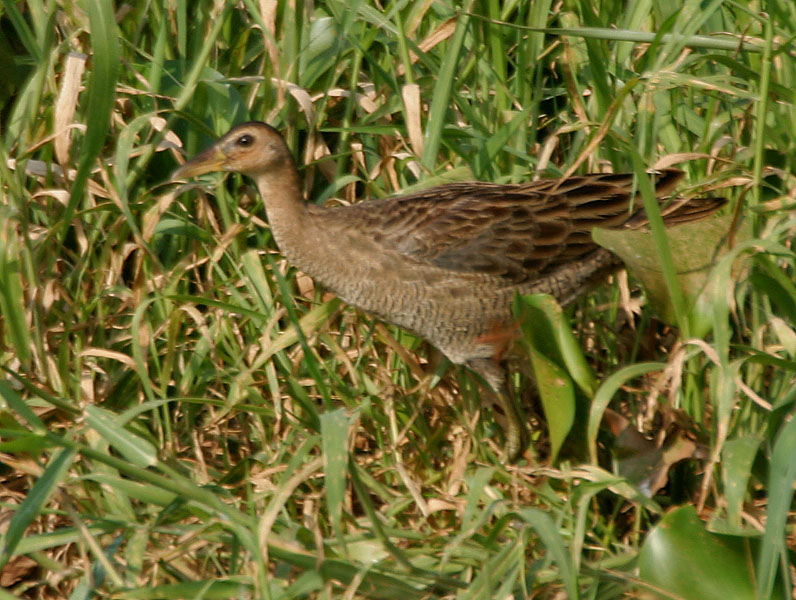
Ungfågel.
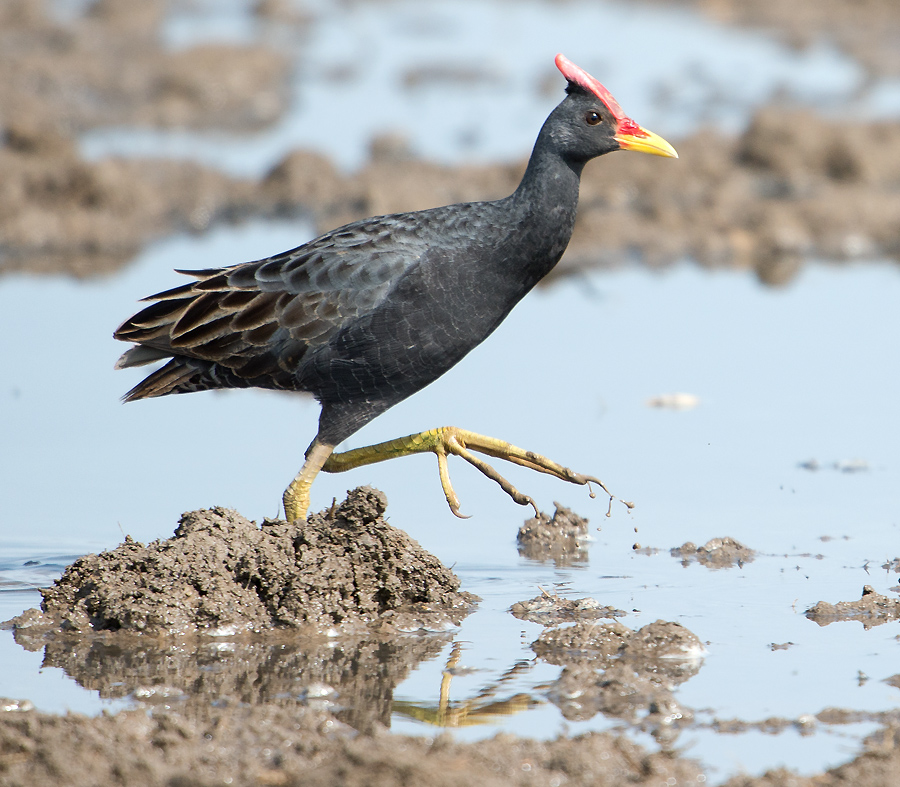
Hane.
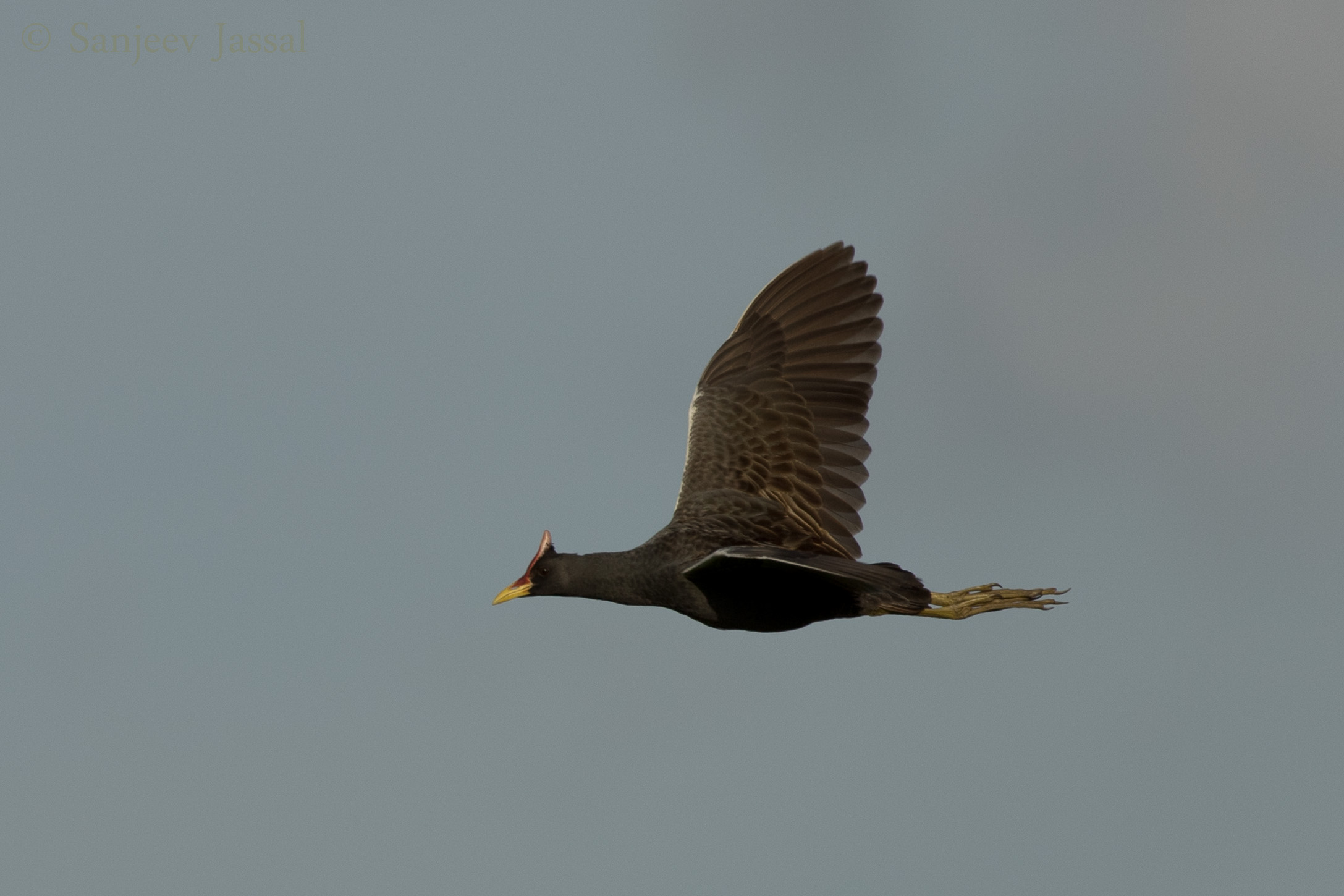
Hane i flykten.
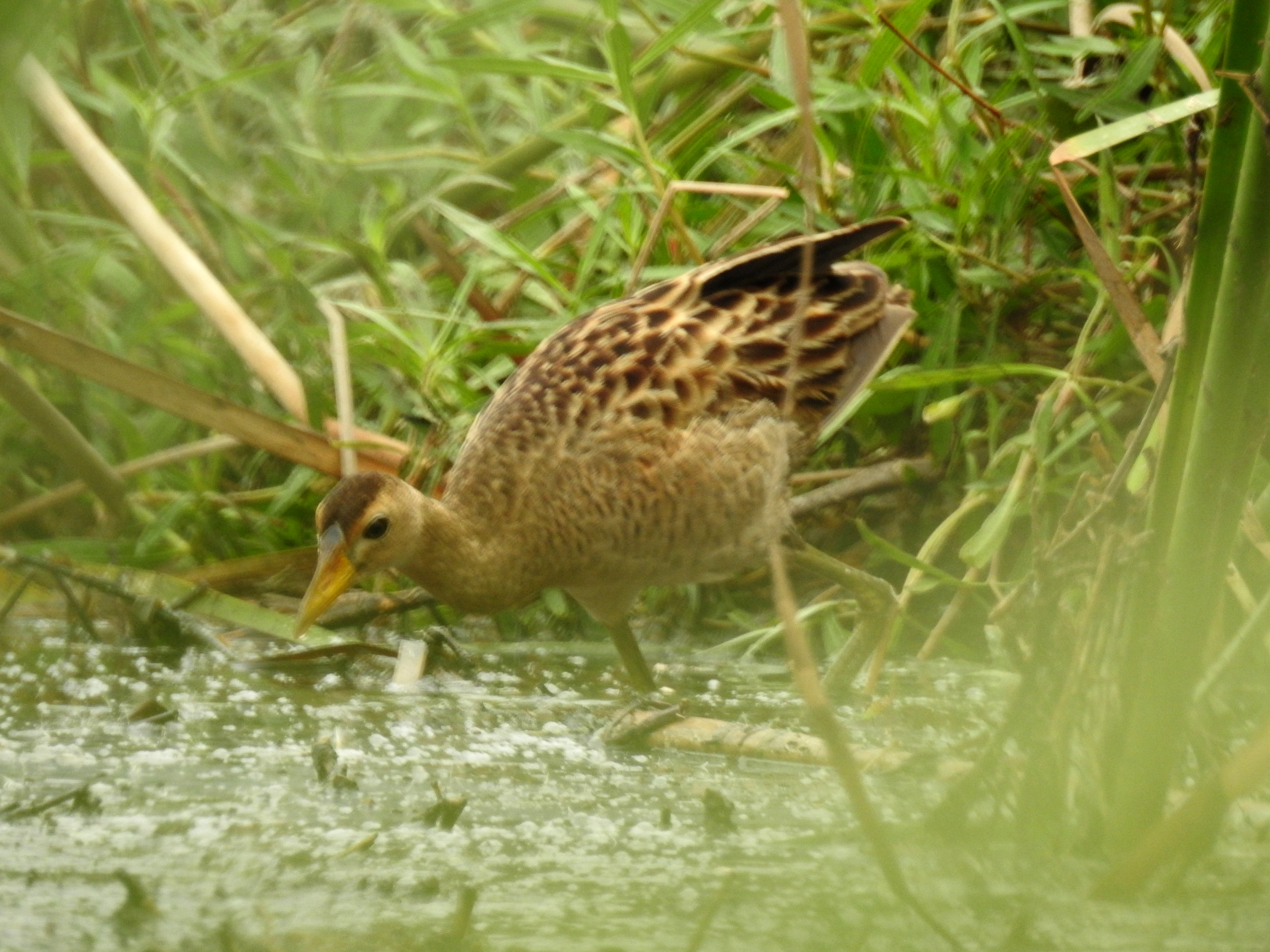
Hona.

## Läte
Arten är ljudlig under häckningstid, med både rytmiskt dånande och mjukare, ihåliga serier samt vittljudande "tyokh" eller "kluck". Vintertid är den tystlåten.

## Utbredning och systematik
Tupprallen placeras som enda art i släktet Gallicrex. Den förekommer i låglänta områden i södra och östra Asien samt i Filippinerna. Ursprunget till förekomsten i Palau är oklart. Arten har även påträffats vid fyra tillfällen i Oman.

### Släktskap
Arten är trots den ytliga likheten ej nära släkt med rörhönsen i Gallinula. Istället står den allra närmast rallarna i släktet Amaurornis, där bland annat vattenhönan ingår.

## Levnadssätt
Tupprallen förekommer i våtmarker med vass eller gräs, översvämmade betesmarker, risfält, bevattnade sockerplantage samt sävkantade kanaler, flodar, dammar och diken. Den simmar bra och kan korsa öppet vatten. Den för dock ett diskret leverne och är vanligtvis mest aktiv i skymning och gryning, eller under mulet och regnigt väder. Fågeln livnär sig huvudsakligen av frön, skott och ris, men också maskar, mollusker, vattenlevande insekter och gräshoppor.

### Häckning
Arten häckar under monsunmånaderna från juni till september i Indien och Pakistan, huvudsakligen maj i Sri Lanka, maj till juli i Filippinerna och december på Sumatra. Den har förmodligen ett monogamt häckningsbeteende. Det stora konkava eller djupt skålformade boet byggs av säv, risblad eller gräs och placeras långt ner i vass eller på en grästuva. Däri lägger honan normalt två kullar med tre till sex ägg.

## Status och hot
Arten har ett stort utbredningsområde och en stor population, men tros minska i antal till följd av habitatförlust, dock inte tillräckligt kraftigt för att den ska betraktas som hotad. Internationella naturvårdsunionen IUCN kategoriserar därför arten som livskraftig (LC).